# Dondon
Dondon (Dondon en créole haïtien) est une commune d'Haïti située dans le département du Nord et dans l'Arrondissement de Saint-Raphaël.

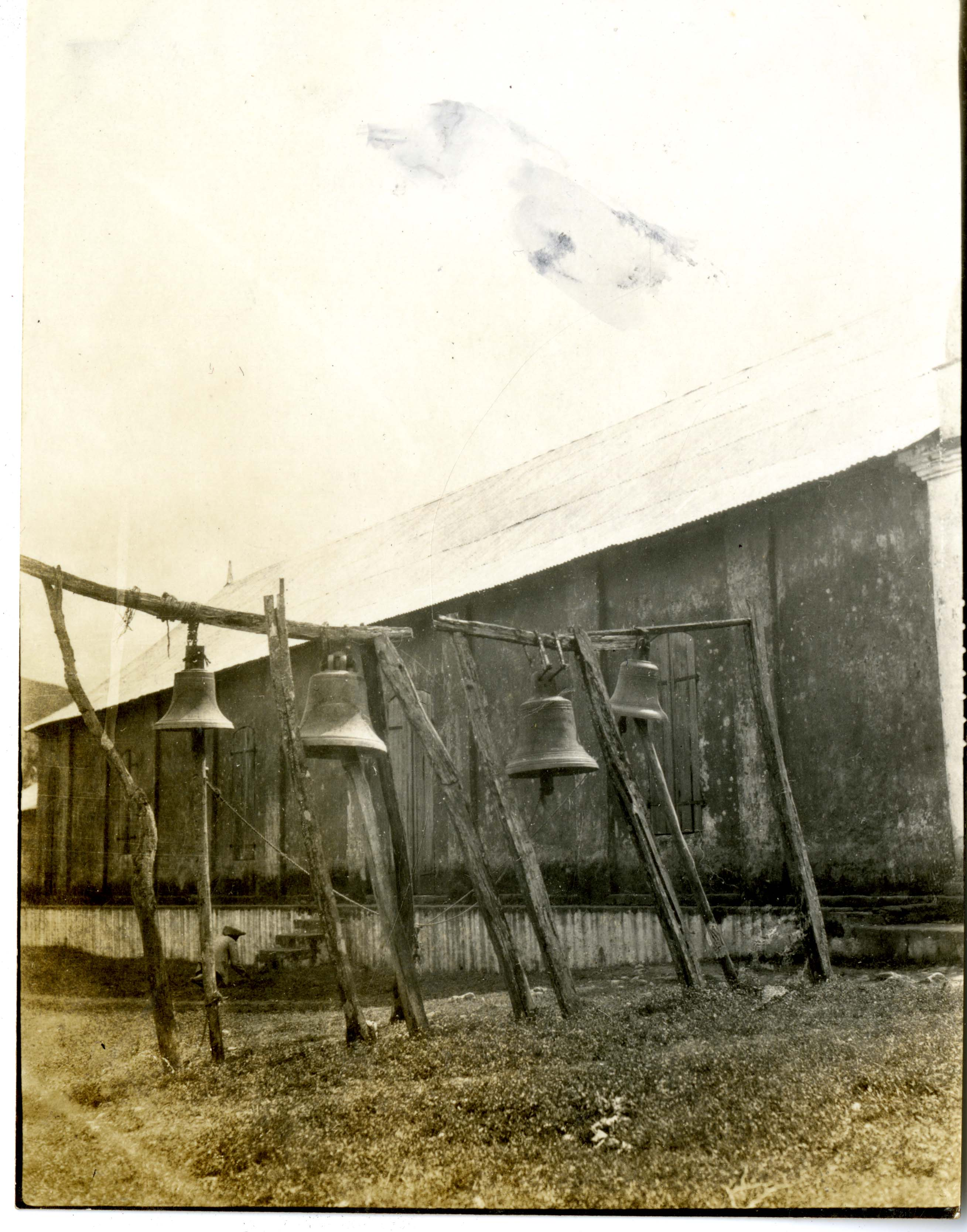
Cloches d'église (1928).

## Géographie
La commune de Dondon est située dans le massif du Nord. Son altitude varie entre 390 mètres pour les villages de Grand Gilles et Brostage, et jusqu'à 1 028 mètres pour le village de Haut-du-Trou.
La rivière Bouyaha traverse la commune de Dondon.

## Démographie
La commune est peuplée de 31 469 habitants(recensement par estimation de 2009).

## Histoire
Le premier colon européen établi à Dondon est le flibustier-chirurgien André Minguet : Jean-Baptiste du Casse, gouverneur de Saint-Domingue, lui accorde le 11 septembre 1698 la concession "du lieu appelé vulgairement le Trou du Dondon, borné des montagnes qui forment le Cap, et de l'autre côté des montagnes des savanes du Grand Fond et du Limbé, et de la rivière du Pimentier, pour y élever des bestiaux.".:251
La paroisse catholique de Dondon a été créée en 1727 et consacrée à saint Martin de Tours/:259

## Division territoriale
La commune est composée de 5 sections communales :
- Brostage
- Bassin Caïman
- Matador
- Laguille
- Haut du Trou

## Économie
L'économie locale repose sur la culture du café, du cacao, du citron vert, de la canne à sucre,de multiples variétés de "pois",du "maïs",des "agrumes", etc.

## Monuments et sites
- La Voûte à Minguet est une grotte, lieu de culte des Taïnos à l'époque précolombienne, et aujourd'hui lieu de culte vaudou. Moreau de Saint-Méry la décrit et rapporte qu'elle fut la première habitation du flibustier Minguet à Dondon[2].:266 Il y a environ dix grottes dans cette commune. telles que Voute des Dames, Grotte Marc Antoine, Voute la fumée, Cadelia, Saint Martin, les grottes Michels à Brostage y compris celles auxquelles on n'a pas encore donné un nom ou l'histoire n'est pas encore connue.
- Place nègre à matador, un prion a Brostage, le Fort Moïse en dessus de la voûte St Martin.

## Personnages célèbres
- Jean-Baptiste le Pers (mort en 1743, à Dondon), Jésuite français
- Vincent Ogé (vers 1755, à Dondon - roué vif en 1791, au Cap-Français), figure de la révolution haïtienne
- André Minguet, premier propriétaire terrien
- Charles Blanc (1707-1785), colon et officier des troupes de marine, propriétaire d'une habitation au Dondon et du domaine du Vivier à Mérignac (près de Bordeaux)[3]